# Aurelio Briante
Aurelio Briante OFM (* 1. Juli 1846 in Buja, Königreich Lombardo-Venetien; † 18. Juli 1929) war ein italienischer Ordensgeistlicher und römisch-katholischer Apostolischer Vikar von Ägypten.

## Leben
Aurelio Briante empfing am 25. Juli 1869 das Sakrament der Priesterweihe für die Ordensgemeinschaft der Franziskaner.
Am 23. Juli 1904 wurde er zum Titularerzbischof pro hac vice von Cyrene und zum Apostolischen Vikar von Ägypten sowie zum Apostolischen Delegaten in Ägypten und Arabien ernannt. Die Bischofsweihe spendete ihm am 8. September desselben Jahres der Weihbischof im Lateinischen Patriarchat von Jerusalem, Luigi Piccardo; Assistent war der Ordenspriester Frediano Giannini OFM.
Im Februar 1921 wurde Erzbischof Aurelio Briante als Apostolischer Vikar und Delegat emeritiert.